# Nationalliga B (Unihockey)
Die Nationalliga B ist die zweithöchste Spielklasse im Schweizer Unihockey. Sie besteht bei den Männer aus zwölf Mannschaften. Die nächsthöhere Spielklasse ist die Nationalliga A, die nächsttiefere die 1. Liga Grossfeld.

## Teilnehmer
- Iron Marmots Davos-Klosters
- Floorball Fribourg
- Verbano Unihockey Gordola
- UHC Grünenmatt
- UHC Kloten-Dietlikon Jets
- Unihockey Langenthal Aarwangen
- Unihockey Limmattal
- Ad Astra Obwalden
- UHC Pfannenstiel Egg-Maur-Oetwil am See
- UHC Lok Reinach
- UHC Thun
- Ticino Unihockey